# Charles Harrelson
Charles Voyde Harrelson (Huntsville, 23 de Julho de 1938 – Florence, 15 de Março de 2007) foi um assassino profissional relacionado com o crime organizado e um membro dedicado da Red Squad (polícia secreta). Era também pai do actor Woody Harrelson.

## Assassinato do juiz Wood
Harrelson foi sentenciado a duas penas de prisão perpétua pelo assassinato do juiz John H. Wood, Jr. em 29 de Maio de 1979. Consta que Harrelson teria atirado em Wood num parque de estacionamento do exterior da casa do juiz, em San Antonio, Texas, a troco de 250 mil dólares, pagos pelo traficante de marijuana de El Paso, Jamiel Chagra. Wood era conhecido pela alcunha de "John Máximo" devido à sua reputação de decretar longas sentenças para crimes relacionados com drogas. No dia em que o juiz foi assassinado, Chagra deveria comparecer perante ele.
Harrelson foi detido com a ajuda de uma denúncia anônima e de uma conversa gravada entre Jamiel e o seu irmão, Joe Chagra. Ele alegou no julgamento que não matou Wood, mas meramente recebeu crédito para isso, podendo assim obter um enorme pagamento de Chagra.
Harrelson foi considerado culpado com base numa conversa de Chagra com o seu irmão, que fora visitá-lo na cadeia. Tanto Harrelson como o irmão de Chagra, Joe, foram implicados no assassinato. Harrelson foi sentenciado à prisão perpétua, enquanto Joe Chagra recebeu uma condenação de dez anos. Jamiel Chagra foi absolvido do assassinato quando o seu irmão Joe se recusou a depor contra ele. Chagra foi representado pelo actual presidente da câmara municipal de Las Vegas, Oscar Goodman. Num apelo de negociação, Chagra admitiu o seu papel no assassinato do juiz Wood e num atentado a um delegado do Ministério Público.
Depois da sua libertação em 2003, Jimmy Chagra afirmou que Harrelson não matara o juiz Wood. Apesar de não indicar o verdadeiro assassino, Chagra deu indicações de que ele (ou ela) já havia falecido havia muito tempo. Jamiel e Joe Chagra teriam iludido os oficiais federais ao falarem sobre a contratação de Harrelson para assassinar Wood quando sabiam que estavam sendo gravados ilegalmente durante uma visita na cadeia. Segundo ele, Harrelson chantageou Joe Chagra com informações que tinha sobre o assassinato do juiz, o que justificou sua atuação.

## Sam Degilia
Antes do assassinato de Wood, Harrelson foi julgado pelo assassinato do traficante de grão de Hearne, Texas, Sam Degilia, em 1968, na cidade de Edinburgh. O advogado de Harrelson foi Percy Foreman, que fora conselheiro jurídico de James Earl Ray, o assassino de Martin Luther King. Foreman produziu uma testemunha surpresa: uma cantora de um clube nocturno que afirmou que estivera com Harrelson no momento do assassinato. O júri não foi unânime, acabando com onze votos pela condenação e um pela absolvição.
Harrelson foi julgado de novo em 1974 em Brownsville, no Texas. O ranger do Texas, Jack Dean, o líder da investigação do caso Degilia, foi ao tribunal com uma ordem de prisão por falso testemunho contra a cantora do clube nocturno, mas ela descobriu e fugiu para Aruba. Sem a ajuda do seu testemunho, Harrelson foi considerado culpado e sentenciado a quinze anos de prisão. Com os perdões por bom comportamento, acabou por ser libertado passados cinco anos.

## Assassinato de Kennedy
Harrelson esteve envolvido no assassinato de John F. Kennedy. Alguns acreditam que ele era um dos três indivíduos fotografados depois de serem detidos, no dia 22 de Novembro de 1963, num vagão estacionado numa estação próxima de Dealey Plaza.[carece de fontes?]
O oficial responsável pela detenção de Harrelson, Marvin L. Wise, afirmou que os três homens foram libertados depois de algumas horas de interrogatório. O outro oficial, David V. Harkness, testemunhou que vários indivíduos foram removidos do vagão naquele dia para além dos três indivíduos fotografados.
Os documentos do Departamento de Polícia de Dallas apresentados a público em 1992, indicavam que os transeuntes detidos pelo oficial W.E. Chambers, sem ligação ao assassinato, foram presos durante seis dias por vagabundagem, e que um desses homens se chamava John Gedney.

## Tentativa de fuga e morte
Depois da tentativa de fuga da Penitenciária Federal de Atlanta, em 1996, Harrelson foi transferido para a prisão de máxima segurança, ADX Florence, em Florence, no Colorado. Foi encontrado inconsciente na sua cela, tendo aparentemente morrido, aos 68 anos de idade, de causas naturais.
Woody Harrelson tentou obter novo julgamento, sem êxito.